# Mark Waters
Mark Stephen Waters, född 30 juni 1964 i Wyandotte, Michigan, är en amerikansk filmregissör och filmproducent som bland annat har regisserat filmen Mean Girls.

## Filmografi (i urval)
- 1997 – The House of Yes
- 2001 – Störtkär
- 2002 – Warning: Parental Advisory
- 2003 – Freaky Friday
- 2004 – Mean Girls
- 2005 – Just Like Heaven
- 2008 – Spiderwick
- 2009 – Flickvänner från förr
- 2011 – Poppers pingviner
- 2014 – Vampire Academy
- 2016 – Bad Santa 2
- 2020 – Magic Camp
- 2021 – He's All That
- 2024 – Mother of the Bride
- 2025 – La Dolce Villa